# Sinabell
Sinabell är ett berg i Österrike.   Det ligger i distriktet Liezen och förbundslandet Steiermark, i den centrala delen av landet, 220 km väster om huvudstaden Wien. Toppen på Sinabell är 2 128 meter över havet.
Terrängen runt Sinabell är bergig åt sydost, men åt nordväst är den kuperad. Närmaste större samhälle är Schladming, 6,4 km söder om Sinabell. 
I omgivningarna runt Sinabell växer i huvudsak blandskog. Runt Sinabell är det ganska glesbefolkat, med 25 invånare per kvadratkilometer.